# Martin Wilk
Martin Wilk (* 1970 in Zabrze (Oberschlesien) in Polen) ist ein deutscher Geistlicher und Generalvikar.
Von 1994 an studierte Wilk in Bad Neuenahr-Ahrweiler Theologie. Von 1999 bis 2000 war Wilk als Diakon am Hildesheimer Dom tätig. Im Juni 2000 wurde Wilk zum Priester für das Bistum Hildesheim geweiht. Zunächst war er als Kaplan in der Pfarrei St. Christophorus (Wolfsburg) tätig. Zum 1. August 2003 wurde er zum Bezirksjugendseelsorger für das Untereichsfeld sowie zum Hausgeistlichen der Familienferienstätte des Kolpingwerkes am Pferdeberg bei Duderstadt ernannt. Zum 1. September 2008 wurde er zum Diözesanjugendseelsorger ernannt, und leitete dann bis 2019 die Hauptabteilung Personal/Seelsorge des Generalvikariats im Bistum Hildesheim.
Seit 2015 ist er Domkapitular in Hildesheim. Wilk ist seit dem 1. Juli 2019 Generalvikar von Hildesheim, er folgt in diesem Amt Heinz-Günter Bongartz nach.